# ديف بروكي
ديف بروكي (بالإنجليزية: Oderus Urungus)‏ هو ملحن وعازف قيثارة ومغن مؤلف ومغني أمريكي، ولد في 30 أغسطس 1963 في أوتاوا في كندا، وتوفي في 23 مارس 2014 في ريتشموند في الولايات المتحدة.

## وصلات خارجية
- الموقع الرسمي
- ديف بروكي على موقع IMDb (الإنجليزية)
- ديف بروكي على موقع ميوزك برينز (الإنجليزية)
- ديف بروكي على موقع ميوزك برينز (الإنجليزية)
- ديف بروكي على موقع أول ميوزيك (الإنجليزية)
- ديف بروكي على موقع ديسكوغز (الإنجليزية)
- ديف بروكي على موقع ديسكوغز (الإنجليزية)
- ديف بروكي على موقع قاعدة بيانات الفيلم (الإنجليزية)